# Кларак (Верхние Пиренеи)
Клара́к (фр. и окс. Clarac) — коммуна во Франции, находится в регионе Юг — Пиренеи. Департамент — Верхние Пиренеи. Входит в состав кантона Турне. Округ коммуны — Тарб.
Код INSEE коммуны — 65149.

## География

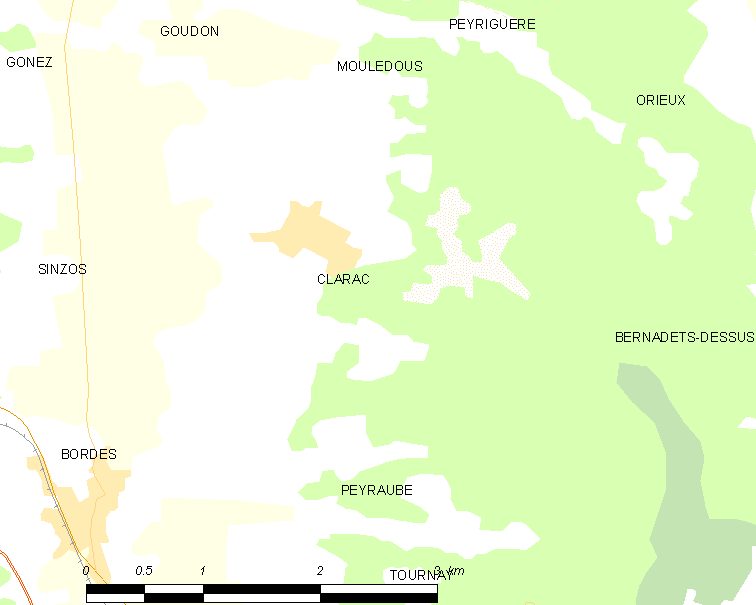
Карта коммуны

Коммуна расположена приблизительно в 650 км к югу от Парижа, в 110 км юго-западнее Тулузы, в 15 км к востоку от Тарба.
Коммуна расположена в местности Бигорр. На западе коммуны протекает река Аррос.

## Климат
Климат умеренно-океанический с солнечной тёплой погодой и обильными осадками на протяжении практически всего года.

## Население
Население коммуны на 2010 год составляло 173 человека.
| 1962 | 1968 | 1975 | 1982 | 1990 | 1999 | 2010 |
| ---- | ---- | ---- | ---- | ---- | ---- | ---- |
| 151  | 139  | 152  | 157  | 153  | 177  | 173  |

## Администрация
| Период | Период | Фамилия     | Партия | Примечания |
| ------ | ------ | ----------- | ------ | ---------- |
| 2008   | 2014   | Ремон Лави  |        |            |
| 2014   | 2020   | Ги Филиппон |        |            |

## Экономика
В 2010 году среди 94 человек трудоспособного возраста (15-64 лет) 72 были экономически активными, 22 — неактивными (показатель активности — 76,6 %, в 1999 году было 68,2 %). Из 72 активных жителей работали 71 человек (37 мужчин и 34 женщины), безработной была 1 женщина. Среди 22 неактивных 8 человек были учениками или студентами, 11 — пенсионерами, 3 были неактивными по другим причинам.